# Aeroclub Río Gallegos
El Aeroclub Río Gallegos (FAA: RGR) es un aeroclub ubicado en Río Gallegos, Provincia de Santa Cruz. Se encuentra en el aeropuerto Río Chico (también llamado aeropuerto Dr. Ernesto Pueyrredón) donde funciona una escuela de vuelo y se realizan bautismos de vuelos, vuelos panorámicos, traslados, vuelos de observación, entre otras actividades. El aeroclub se ubica al sur de la ciudad y debe su nombre al Río Chico/Ciaike, que en cercanías del aeropuerto desemboca en el estuario del río Gallegos.
Aquí es donde funcionó el primer aeropuerto de la ciudad, recibiendo desde la década de 1920 los vuelos de la Aeroposta Argentina S.A., la línea aérea que volaba con aviones y pilotos franceses, entre los que se encontraba el célebre autor de El Principito: Antoine de Saint-Exupéry. El aeropuerto luego se trasladó a la pista que poseía el Destacamento Aeronaval de Río Gallegos y finalmente, se construyó el Aeropuerto Internacional Piloto Civil Norberto Fernández en 1964.[cita requerida] Aún se mantienen las viejas pistas de aterrizaje.